# Inferno (film, 2016)
Az Inferno 2016-ban bemutatott amerikai misztikus filmthriller, amely a Columbia Pictures gyártásában készült. Az előző részhez hasonlóan ezt a filmet is Ron Howard rendezte. A forgatókönyvet Dan Brown azonos című regénye alapján David Koepp írta, a zenéjét Hans Zimmer szerezte, a producerei Michael De Luca, Andrea Giannetti és Brian Grazer voltak. A film jelentős részét Budapesten forgatták.
A főbb szerepekben Tom Hanks, Felicity Jones, Ben Foster, Irfán Khán, Sidse Babett Knudsen, Omar Sy, Ana Ularu és Ida Darvish látható.
Az Amerikai Egyesült Államokban és Japánban 2016. október 28-án, Magyarországon szinkronizálva 2016. október 13-án mutatták be a mozikban.

## Szereplők
| Szereplő              | Színész              | Magyar hang     |
| --------------------- | -------------------- | --------------- |
| Dr. Robert Langdon    | Tom Hanks            | Kőszegi Ákos    |
| Dr. Sienna Brooks     | Felicity Jones       | Gáspár Kata     |
| Bertrand Zobrist      | Ben Foster           | Zámbori Soma    |
| Harry Sims            | Irfán Khán           | Schnell Ádám    |
| Dr. Elizabeth Sinskey | Sidse Babett Knudsen | Nyírő Beáta     |
| Christoph Bouchard    | Omar Sy              | Galambos Péter  |
| Vayentha              | Ana Ularu            | Bánfalvi Eszter |
| Marta Alvarez         | Ida Darvish          | Mezei Kitty     |